# Foulard
Foulard, mjukt tyg av schappesilke utfört i en liksidig fyrskaftad kypertbindning (i sällsynta fall även satinbindning). Tyger ges ljust mönster på mörk botten via etstrycksmetoden. Foulard kan bland annat användas till klänningar och halsdukar.